# Ejea de los Caballeros (kommunhuvudort)
Ejea de los Caballeros (baskiska: Exea, occitanska: Exeya dos Cavallers) är en kommunhuvudort i Spanien.   Den ligger i provinsen Provincia de Zaragoza och regionen Aragonien, i den nordöstra delen av landet, 280 km nordost om huvudstaden Madrid. Ejea de los Caballeros ligger 327 meter över havet och antalet invånare är 17 331.
Terrängen runt Ejea de los Caballeros är huvudsakligen platt, men åt nordost är den kuperad. Runt Ejea de los Caballeros är det ganska glesbefolkat, med 23 invånare per kvadratkilometer. Ejea de los Caballeros är det största samhället i trakten. Trakten runt Ejea de los Caballeros består till största delen av jordbruksmark.